# Carus római császár
Marcus Aurelius Numerius Carus (Narbo?, 223 körül – Perzsia, 283 júliusa) a Római Birodalom császára volt 282-től haláláig, 283-ig. Rövid uralma alatt a sikeresen hadakozott a kvádok és szarmaták ellen. Perzsiai hadjárata alatt rejtélyes okok között lelte halálát.

## Életpályája

### Felemelkedése
Bizonytalan származású: több említett eredet közül a Narbo (ma Narbonne, Dél-Franciaország) városi a legvalószínűbb.

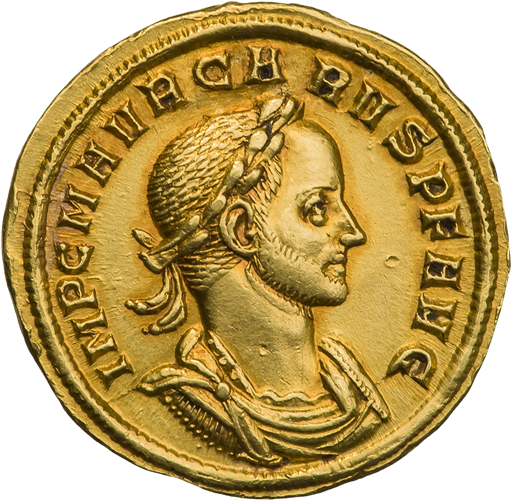
Carus aranyérméje képmásával

276-ban Probus császár megtette praefectus praetorionak. 282-ben Raetiában és Noricumban gyűjtött csapatokat a császár készülődő perzsiai hadjáratához. A római hadseregnek folyamatosan dolgoznia kellett, hogy teljesíteni tudja a császár akaratát, például nagy földterületeket kellett kitisztítani új szőlőskertek számára. A katonaságnak és idősebb tiszteknek, mint Carus ez nem tetszett. Szeptemberben katonái kinevezték császárnak. A Historia Augusta megpróbálja őt tisztára mosni, mondván, hogy a hadsereg kényszerítette őt a bíbor felvételére, de valószínűleg aktív szervezője volt az összeesküvésnek. Probus ellene küldött egy különítményt, de az beállt a trónbitorló táborába, nem sokkal később pedig a saját csapatai végeztek vele.

### Uralkodása
Probus halálának hírére küldöttséget menesztett a szenátushoz, hogy bejelentse, őt választotta meg a hadsereg. A szokással szembe menve nem kérte a testület formális jóváhagyását és kész tényként közölte hatalomra lépését. Ezután istenné avatta Probust, illetve kinevezte caesarrá és princeps iuventutisszé két fiát, először az idősebbiket, Carinust, majd a fiatalabbikat, Numerianust.
Még látogatást sem tett Rómába, már le kellett törnie egy  barbár betörést. A kvádok és szarmaták átkeltek a Dunán és feldúlták Pannoniát. Első hadjáratát ellenük irányította, és nagy sikert aratott, rengeteg ellenséget elejtve és foglyul ejtve. Egy későbbi pénzen, melyet Numerianus bocsátott ki, meg is jelennek a kvád foglyok, TRIVNFV QUADOR felirattal.

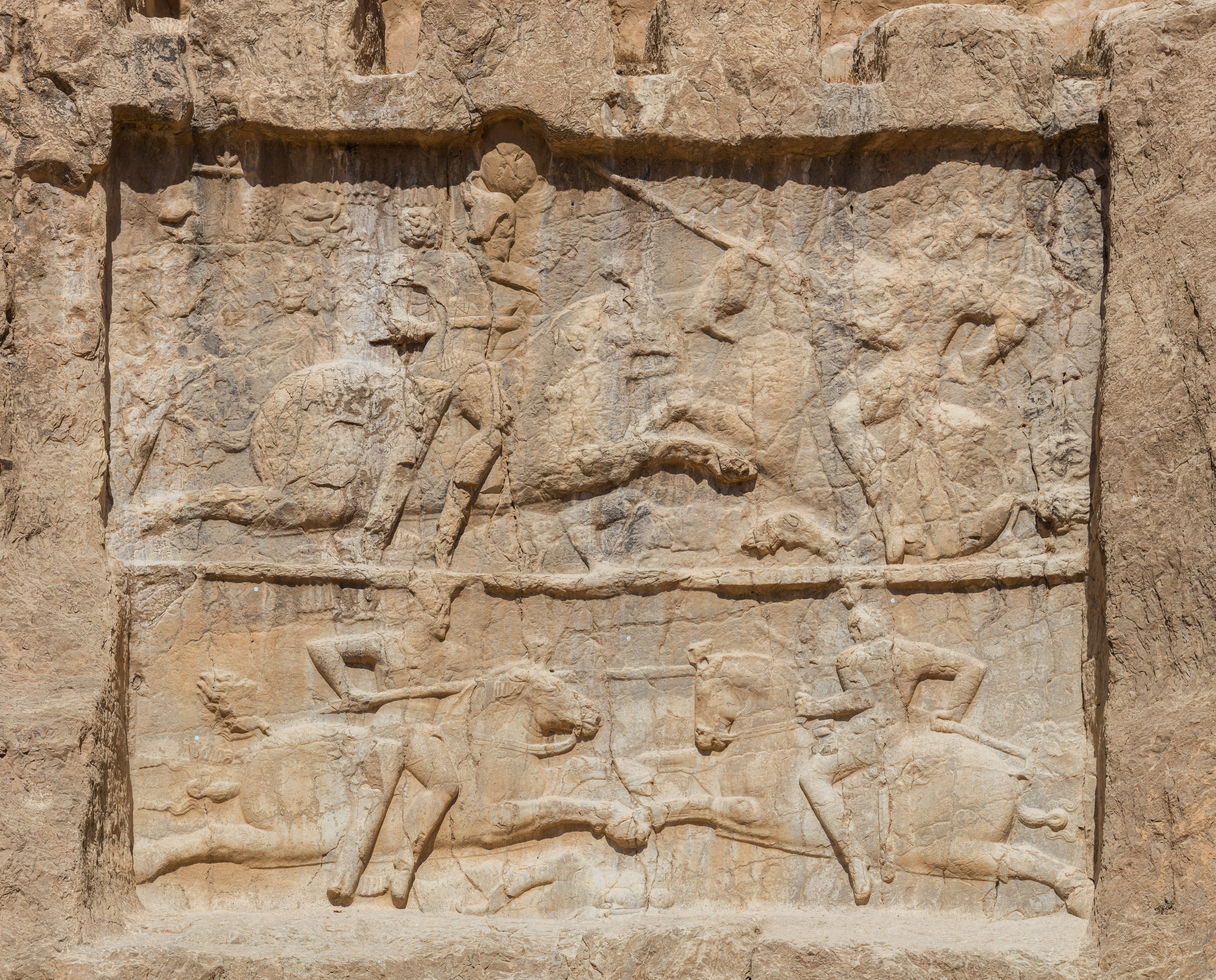
Bahrám "győzelme" Carus (fent) és Hormizd (lent) fölött.

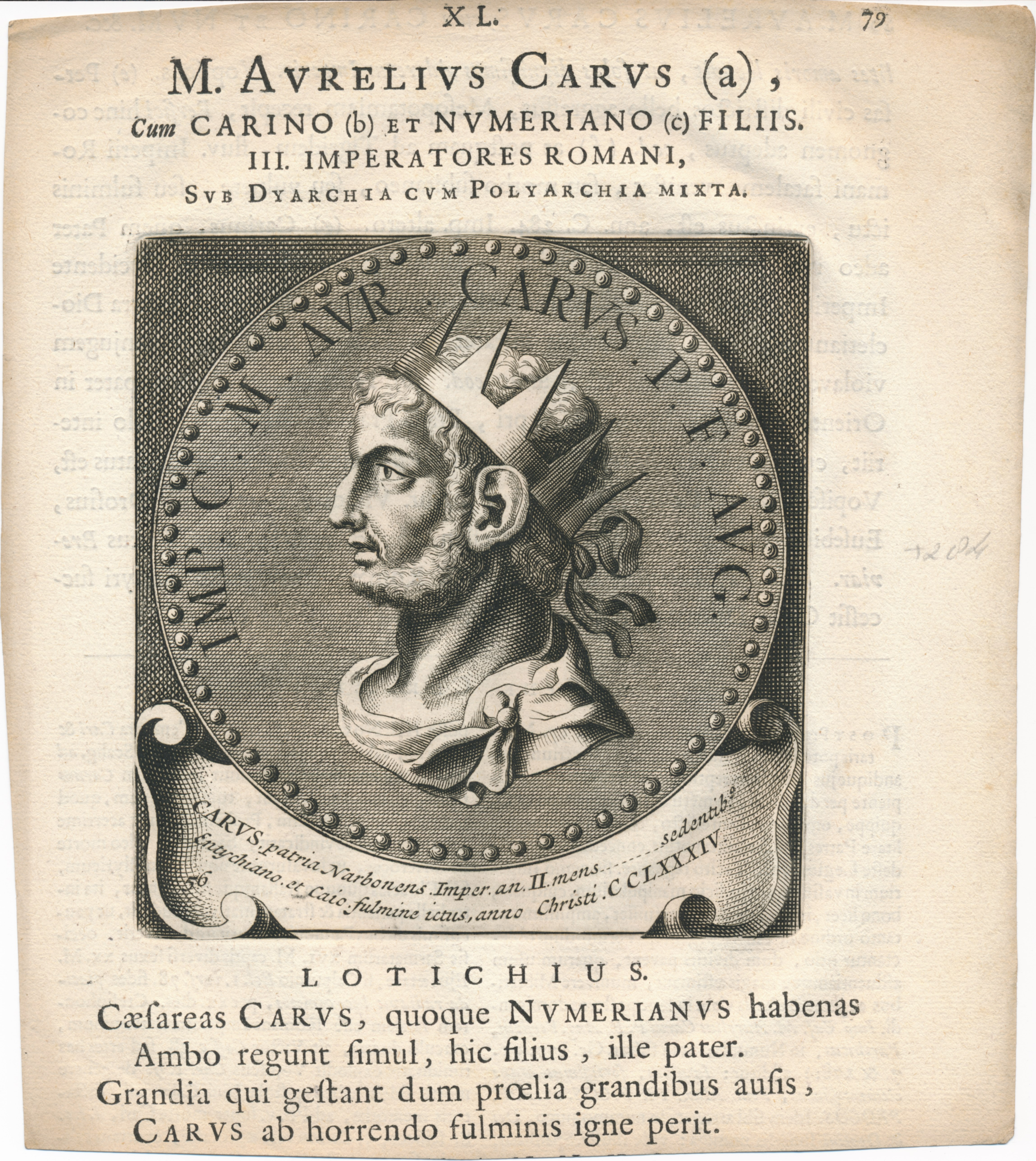
Carust ábrázoló gravírozás

Egy évvel a diadal után a perzsák ellen indult Numerianusszal, hátrahagyva Carinust, akit a Rajna védelmével bízott meg. Később  Mezopotámia visszaszerzése volt a célja. A helyzet  kedvező volt, II. Bahrámot a fivérével, Hormizddal való hadakozás kötötte le. 283-ban ellenállás nélkül bejutott a régióba és megverte a perzsa sereget. Először Szeleukeiát, majd átkelve a Tigrisen a birodalmi székhelyet, Ktésziphont vette be. A Római Birodalom így visszafoglalta Mezopotámia provincia földjét, Carus pedig felvette a Persicus Maximus ("perzsiai győző") címet, továbbá Carinust augustusi rangra emelte.
A császár gyors sikereitől fellelkesedve és Arrius Aper Numerianus apósa, praefectus praetorio buzdítására úgy határozott, tovább nyomul a Perzsa Birodalomban. A hódítás előtt azonban egyik reggel július vége fele holtan találták a sátrában. Heves vihar volt az éjszaka és többen azt állították egy villámcsapás ölte meg. Mások úgy hitték, betegségnek esett áldozatul. Lehetséges az is, hogy Aper áll a haláleset mögött, aki nagyobb jövőt láthatott maga előtt, ha Carust elteszi láb alól. Numerianus ezután feladta a hadjáratot, de Nikomédiában meggyilkolták, emögött is Aper állhatott.